# Hitchita, Oklahoma
Hitchita, Oklahoma (енгл. Hitchita) град је у америчкој савезној држави Оклахома.

## Демографија
По попису из 2010. године број становника је 88, што је 25 (-22,1%) становника мање него 2000. године.
| Група             | 2000.      | 2010.      |
| Белци             | 93 (82,3%) | 62 (70,5%) |
| Афроамериканци    | 1 (0,9%)   | 0 (0,0%)   |
| Азијати           | 0 (0,0%)   | 0 (0,0%)   |
| Хиспаноамериканци | 0 (0,0%)   | 1 (1,1%)   |
| Укупно            | 113        | 88         |